# Leppävirta
Leppävirta es un municipio de Finlandia, situado en la región de Savonia del Norte.
Tiene un área de 1519,67 km², de los cuales 383,82 km² es agua. En 2022, el municipio tenía una población de 9176 habitantes, de los que cuatro mil vivían en la capital municipal, Leppävirran kirkonkylä.
Fue fundado en 1639. Leppävirta es un municipio industrializado y el asentamiento de Sorsakoski es el que más actividad industrial tiene.
Se ubica unos 40 km al sur de Kuopio, sobre la carretera 5 que lleva a Mikkeli.
Municipios vecinos: Heinävesi, Joroinen, Kuopio, Pieksämäki, Suonenjoki, Tuusniemi y Varkaus.